# Městský dům 199 (Andělská Hora)
Městský dům čp. 199 stojí na katastrálním území Andělská Hora ve Slezsku a je zapsán do Ústředního seznamu kulturních památek ČR.

## Historie
Městský dům byl postaven v 18. století v řadové zástavbě na náměstí. V roce 1965 byla znehodnocena původní fasáda. V roce 2014 byl rekonstruován.

## Popis
Městský dům je barokní zděná omítnutá patrová podsklepená budova s mansardovou střechou, která je kryta eternitem. Průčelí domu je členěné pěti lizénami, které mají dole sokl a nahoře jsou ukončeny profilovanou římsou. V přízemí jsou tři okenní osy a pravoúhlý vstup, v patře jsou čtyři okenní osy.
V interiéru jsou zachovány původní klenby. V chodbě a jedné místnosti je valená klenba s lunetami, v komoře valená klenba, ostatní místnosti mají ploché stropy.
Při rekonstrukci byla vyměněna okna za dubová, položeny nové podlahy a opravena fasáda.